# Zeauvigerina
Zeauvigerina es un género de foraminífero planctónico de la familia Loxostomatidae, de la superfamilia Loxostomatoidea, del suborden Buliminina y del orden Buliminida. Su especie-tipo es Zeauvigerina zelandica. Su rango cronoestratigráfico abarca desde el Maastrichtiense (Cretácico superior) hasta el Bartoniense inferior (Eoceno superior).

## Discusión
Clasificaciones previas incluían Zeauvigerina en el suborden Rotaliina del orden Rotaliida
Clasificaciones posteriores la han incluido en el familia Heterohelicidae, de la superfamilia Heterohelicoidea, del orden Globigerinida, o bien en el orden Heterohelicida.

## Clasificación
Zeauvigerina incluye a las siguientes especies:
- Zeauvigerina aegyptiaca †
- Zeauvigerina childi †
- Zeauvigerina lodoensis †
- Zeauvigerina parri †
- Zeauvigerina teuria †
- Zeauvigerina vianica †
- Zeauvigerina virgata †
- Zeauvigerina waiparaensis †
  - Zeauvigerina waiparaensis var. improcera †
  - Zeauvigerina waiparaensis var. palmula †
  - Zeauvigerina waiparaensis var. prolata †
  - Zeauvigerina waiparaensis var. velata †
- Zeauvigerina zealandica †